# Pic du Midi de Bigorre
Pic du Midi de Bigorre, sau, mai simplu, Pic du Midi, este un munte cu altitudinea de 2877 m din Pirineii francezi. Este faimos pentru Observatorul Pic du Midi ce este parte a Observatorului Midi-Pyrénées.

## Observatorul astronomic Pic du Midi

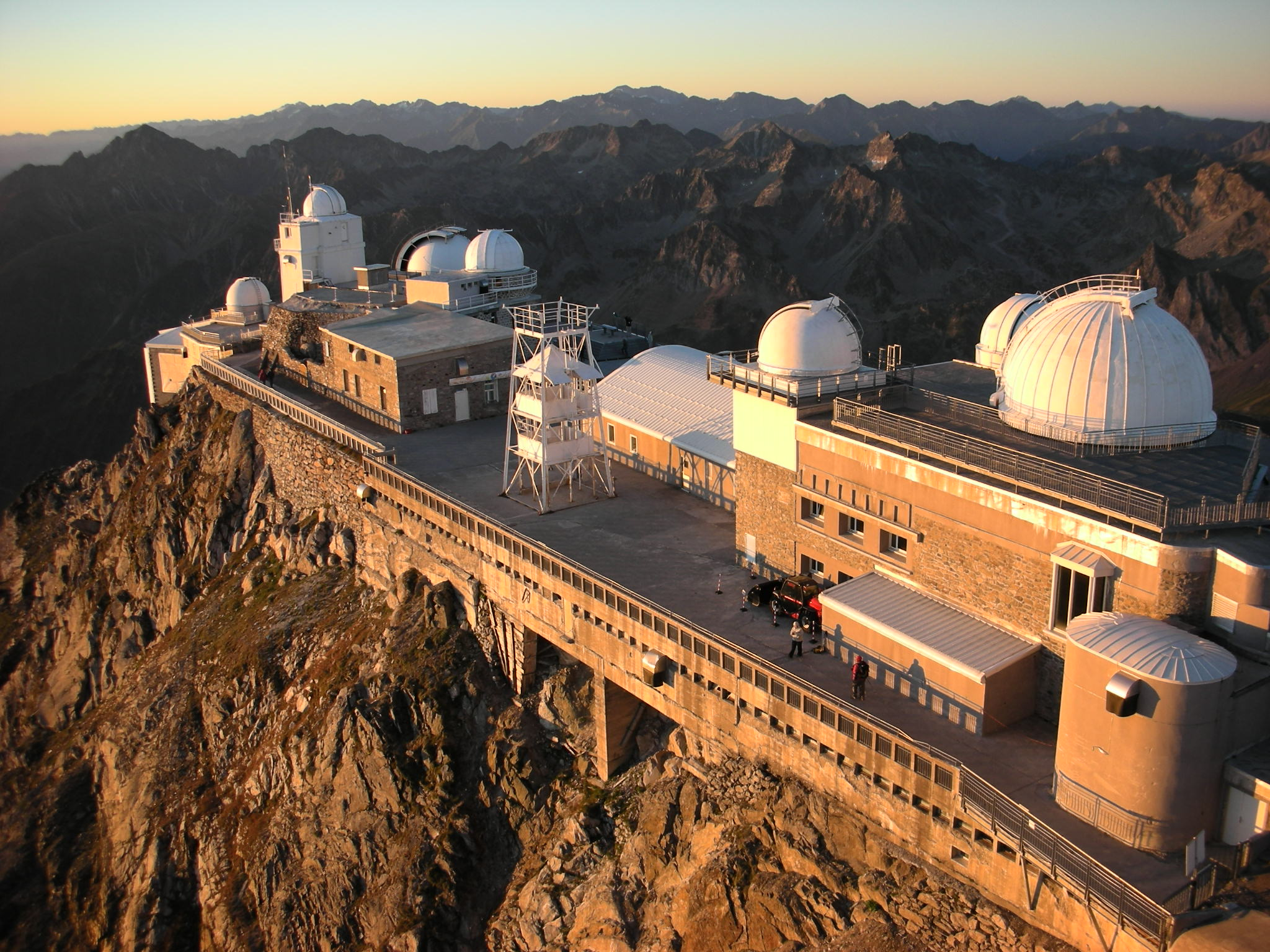
Observatorul

Construcția observatorului a început în 1878 sub auspiciile Societății Ramond, dar pe la 1882 societatea a constatat că mijloacele sale financiare relativ modeste sunt depășite de costuri și a cedat observatorul statului francez, care a intrat în posesia sa printr-o lege din 7 august 1882. Domul de 8 metri a fost finalizat în anul 1908, sub  ambițioasa conducere a lui Benjamin Baillaud. Domul adăpostea un puternic reflector mecanic ecuatorial, care a fost utilizat în 1909 pentru a discredita oficial teoria canalelor marțiene (histoire du Pic du Midi de Bigorre). In 1946, s-a instalat un dom de 60 cm și în 1958 s-a instalat un spectrograf. 
În 1963, a fost instalat de către NASA un telescop, utilizat pentru obținerea unor fotografii detaliate ale suprafeței Lunii, necesare în pregătirea misiunilor Programului Apollo. 
În 1980, la observator a fost instalat, în vârful unei coloane înalte de 28 m un telescop de 2 metri, Telescopul Bernard Lyot. Acesta este cel mai mare telescop din Franța. Observatorul mai dispune și de un coronograf, utilizat pentru studierea coroanei solare.
În prezent, în cadrul observatorului se găsesc:
- Telescopul de 55 cm diametru (Domul Robley);
- Telescopul de 60 cm diametru (Domul T60, care găzduiește astronomii amatori, prin intermediul asociației T60);
- Telescopul de 106 cm diametru (Domul Gentilli) dedicat observațiilor asupra sistemului solar;
- Telescopul de 2 m diametru (Telescopul Bernard Lyot, utilizat cu un spectropolarimetru stelar de ultimă generație);
- Coronograful HACO-CLIMSO (pentru studiul coroanei solare);
- Luneta Jean Rösch (pentru studiul suprafeței solare)

De asemenea:
- Domul Charvin, care a adăpostit un coronometru fotoelectric, pentru studiul Soarelui;
- Domul Baillaud dome, reatribuit în 2000 assigned muzeului și care adăpostește un model de coronograf la scara 1:1.

Observatorul este localizat la 42°56′N 0°8′E / 42.933°N 0.133°E, fiind plasat foarte aproape de meridianul Greenwich.
Satelitul lui Saturn, Helene (Saturn VII, sau Dione B), a fost descoperit de Pierre Laques și Jean Lecacheux, în 1980, din observațiile la sol făcute la Observatorul Pic du Midi,.

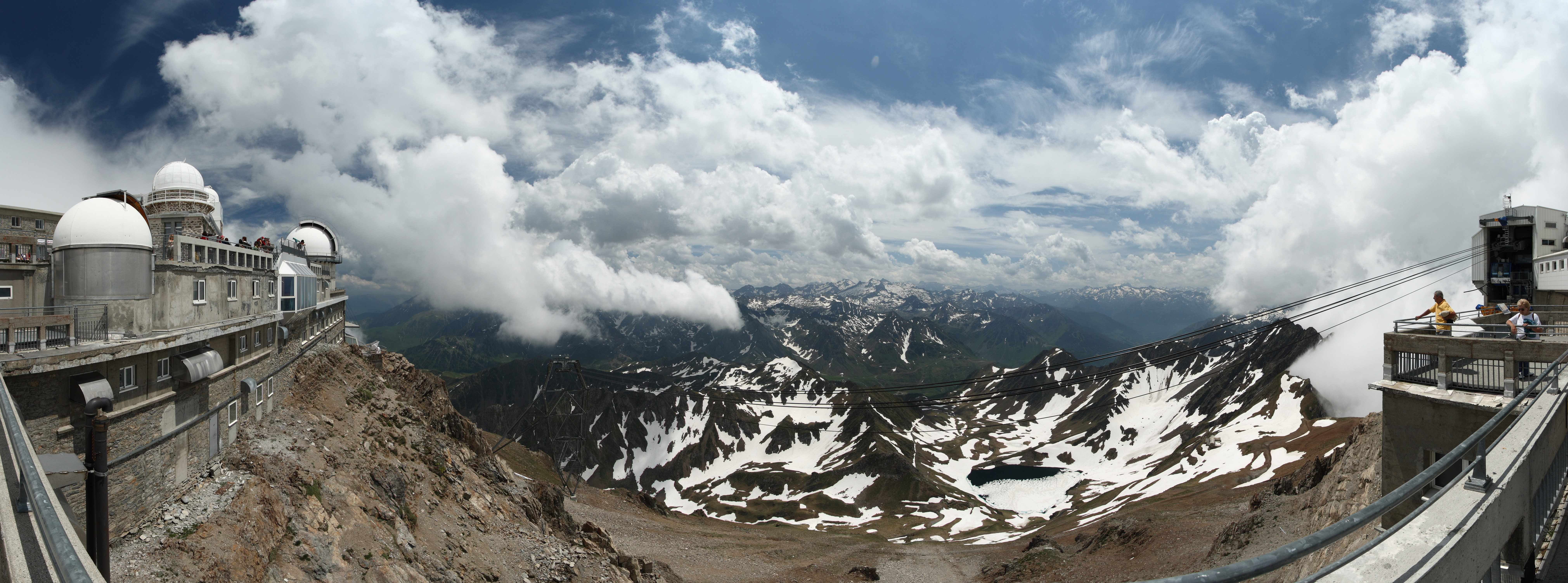
Vedere panoramică spre sud, de la observator

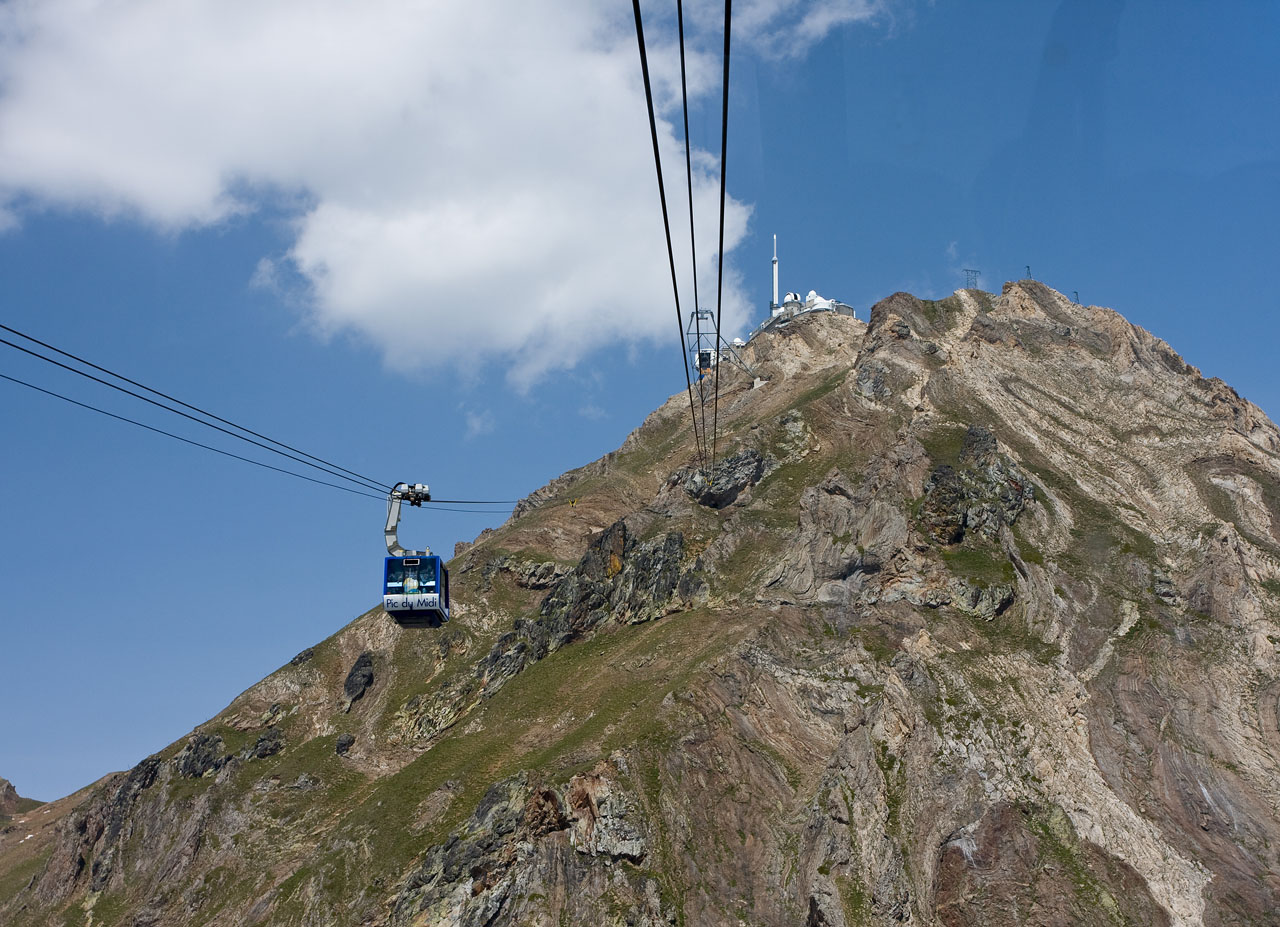
Telefericul spre observator

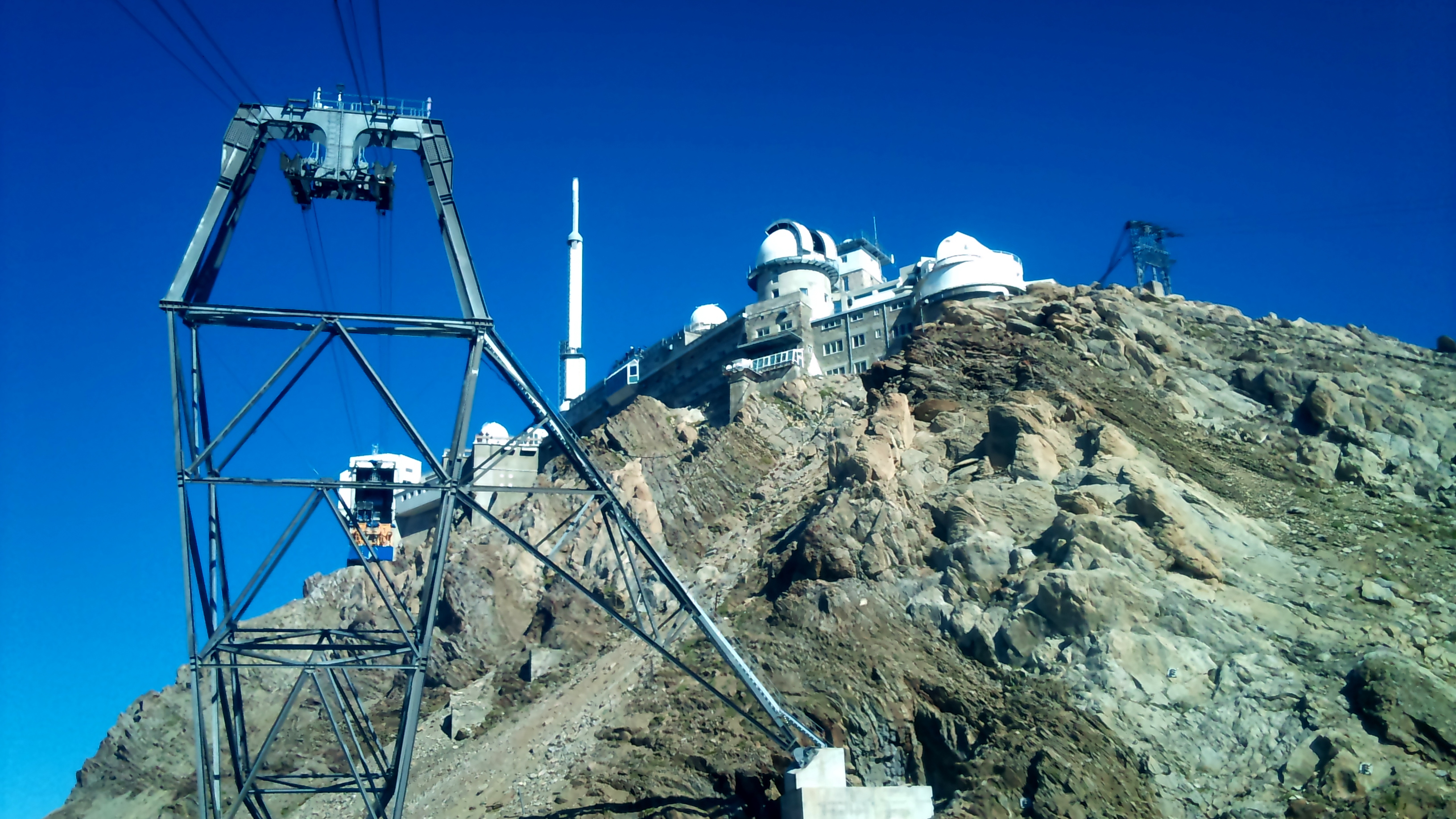
Observatorul